# Franklin ACE 2000
Franklin ACE 2000 (ACE 2000) је био професионални рачунар фирме Franklin који је почео да се производи у Сједињеним Америчким Државама од 1990. године.
Користио је 65SC02 као микропроцесор. RAM меморија рачунара је имала капацитет од 64 KB. 
Као оперативни систем кориштен је Franklin DOS-2, Apple DOS 3.3.

## Детаљни подаци
Детаљнији подаци о рачунару ACE 2000 су дати у табели испод.
|                       |                                                                         |
| [ 1 ]                 |                                                                         |
| Произвођач            |                                                                         |
| Тип                   | професионални рачунар                                                   |
| Меморија              | 64 KB                                                                   |
| Поријекло             | Сједињене Америчке Државе                                               |
| Година                | 1990                                                                    |
| Тастатура             | Пуни помак 90 тастера са нумеричком тастатуром и 12 функцијских тастера |
| Процесор              |                                                                         |
| Фреквенција процесора | 1,02                                                                    |
| RAM                   | 64 KB                                                                   |
| ROM                   |                                                                         |
| Текст                 | 40 или 80 стубова x 24 линије                                           |
| Графика               | као Apple IIe + 512 x 384 in 4, 6, 7 или 16 боја                        |
| Боја                  | све до 16 боја                                                          |
| Звук                  | уграђени звучник                                                        |
| Димензије             | непознато                                                               |
| Портови               |                                                                         |
| Оперативни систем     |                                                                         |